# Rhinella castaneotica
Rhinella castaneotica är en groddjursart som först beskrevs av Caldwell 1991.  Rhinella castaneotica ingår i släktet Rhinella och familjen paddor. IUCN kategoriserar arten globalt som livskraftig. Inga underarter finns listade i Catalogue of Life.